# Hohenzollern Typ Oberhausen
Die Tenderlokomotiven Hohenzollern Typ Oberhausen wurden von der Lokomotivfabrik Hohenzollern in Düsseldorf als Industrielokomotiven gebaut. Das älteste der 13 bekannten Exemplare stammt aus dem Jahr 1917. Die Fertigung erfolgte bis 1925.
Ihr Einsatzgebiet waren besonders Werkbahnen in den Bergwerksbetrieben in Nordrhein-Westfalen. Sie waren bis 1971 im Einsatz und wurden dann alle ausgemustert sowie verschrottet.

## Geschichte
Ihren Namen erhielten die Lokomotiven von ihrem ersten Besteller, der Gutehoffnungshütte in Oberhausen. Neun Lokomotiven sind in einer Datenbank aufgelistet. Dazu kommen noch drei Lokomotiven, die bei der Gelsenkirchener Bergwerks-AG und eine, die bei der Zeche Fürst Leopold Dienst taten. Diese Lokomotiven waren ausschließlich auf Werksbahnen im Einsatz.

## Technik
Die Lokomotiven besaßen einen Innenrahmen mit in den Rahmenwangen eingenietetem Wasserkasten. In ihm waren die drei Antriebsachsen symmetrisch gelagert, die dritte Antriebsachse war die Treibachse. Beidseitig des Kessels waren zwei weitere seitliche äußere Wasserkästen vorhanden, die zusammen einen Vorrat von fast 7,5 m³ ermöglichten. Der Kohlenkasten war hinter dem Führerhaus angeordnet, er fasste 1,2 t Kohle. Die Rauchkammer lag auf einem Träger.
Die Lokomotiven besaßen einen relativ kurzen und breiten Schornstein. Die Kesselaufbauten bestanden aus dem unter einer gemeinsamen Verkleidung liegenden Dampf- sowie Sanddom sowie dem an der Führerhausvorderwand liegenden Sicherheitsventil. Der Sandkasten wurde mechanisch betrieben und sandete jeweils eine Achse in Fahrtrichtung. Zur Signalgebung besaßen die Loks eine Dampfpfeife sowie ein vor dem Schornstein liegendes Läutewerk. Die Beleuchtung war zuerst Petroleumbeleuchtung, später erhielten sie eine elektrische Beleuchtung mit einem neben dem Schornstein liegenden Turbogenerator.

## Einsatz

### Gutehoffnungshütte
Die ältesten Lokomotiven mit den Fabriknummern 3621, 3622 und 3652 verkehrten bei der Gutehoffnungshütte ab 1917 unter der Bezeichnung GHH 46–48. Die Lokomotiven verblieben während ihrer Einsatzzeit ausschließlich in Oberhausen und waren bis 1963 aktiv.

### BASF
An die BASF wurden zwei Lokomotiven geliefert. Die Lokomotive mit der Fabriknummer 3761 und der Bezeichnung BASF 18 verblieb nach dem Zweiten Weltkrieg auf dem Gebiet der Sowjetischen Besatzungszone, weil sie vorher bei den Leunawerken eingesetzt war. 1966 wurde die Lokomotive ausgemustert.

### Gelsenkirchener Bergwerks-AG
Bei der Gelsenkirchener Bergwerks-AG waren drei Lokomotiven eingesetzt. Bei der Lokomotive mit der Fabriknummer 3651 aus dem Jahr 1917 ist die Bezeichnung nicht bekannt. Die Lokomotive war bei mehreren Zechen im Einsatz und wurde Ende der 1960er Jahre ausgemustert. Die mit den Fabriknummern 3653 aus dem Jahr 1917 sie trug die Bezeichnung C4, die mit der Fabriknummer 3813 aus dem Jahr 1918 die Bezeichnung C 5. Sie waren auf mehreren Zechenbahnen eingesetzt und wurden 1969 ausgemustert.

### Zeche Fürst Leopold
Bei der Zeche Fürst Leopold in Dorsten fuhr die Lokomotive mit der Fabriknummer 3760 aus dem Jahr 1918. Sie kam 1940 von der Westfalenhütte und war bis 1961 in Betrieb.